# Monterey Park
Monterey Park est une ville du comté de Los Angeles, dans l'État de Californie aux États-Unis. Au recensement de 2000, sa population était de 60 051 habitants et au recensement de 2021, sa population était de 59 667 habitants. Le slogan de la ville est « Pride in the Past, Faith in the Future » (« Fierté du passé, foi en l'avenir »). La ville est reconnue comme « le meilleur endroit d'Amérique où vivre » (« America's Best Places to Live ») en 2017 par le magazine Money et trois stations de télévision locales.

## Géographie
Selon le Bureau de Recensement, elle a une superficie de 19,9 km2, dont 0,1 km2 de plans d'eau, soit 0,39 % du total.

## Démographie
Ses habitants sont majoritairement d'origine asiatique.
| 1920  | 1930  | 1940  | 1950   | 1960   | 1970   |
| ----- | ----- | ----- | ------ | ------ | ------ |
| 4 108 | 6 406 | 8 531 | 20 395 | 37 821 | 49 166 |

| 1980   | 1990   | 2000   | 2010   | 2020   | - |
| ------ | ------ | ------ | ------ | ------ | - |
| 54 338 | 60 738 | 60 051 | 60 269 | 61 259 | - |

## Jumelages
Nachikatsuura (Japon)
 Quanzhou (Chine)